# Mukluk Lookout
Der Mukluk Lookout ist eine 600 m hohe Felsenkanzel im ostantarktischen Mac-Robertson-Land. In den Prince Charles Mountains liegt sie auf der Nordseite des Mount Rubin.
Luftaufnahmen vom Berg entstanden bei einem Überflug im Rahmen der Australian National Antarctic Research Expeditions im Jahr 1960. Die Kanzel war Standort einer geodätischen Station bei der Vermessung der Prince Charles Mountains im Jahr 1972. Das Antarctic Names Committee of Australia benannte sie 1973 so, weil die rauen Felsen in diesem Gebiet die Eskimostiefel (Mukluks) der an den Vermessungsarbeiten beteiligten Geologen in Mitleidenschaft gezogen hatten.